# Pogoń Szczecin (handball masculin)
Pour les articles homonymes, voir Pogoń Szczecin (football) et Pogoń Szczecin (handball féminin).
Maillots
Le Pogoń Szczecin est un club masculin de handball basé à Szczecin en Pologne. Il a évolué en Championnat de Pologne de D1 entre 2012 et 2023.

## Historique
- 2007 : fondation du club
- 2012 : vainqueur du Championnat de Pologne de D2
- 2015 : quatrième du Championnat de Pologne de D1
- 2015 : élimination au 2e tour de la Coupe de l'EHF (C2)

## Résultats
- Championnat de Pologne de D1
  - 14e place en 2022/2023 (en) (relégué)
  - 13e place en 2021/2022
  - 8e place en 2020/2021
  - 8e place en 2020/2021
  - 12e place en 2018/2019
  - 13e place en 2017/2018
  - 17e place en 2016/2017
  - 10e place en 2015/2016
  - 4e place en 2014/2015, qualification en Coupe de l'EHF (C2)
  - 6e place en 2013/2014
- Championnat de Pologne de D2
  - 1re place en 2011/2012 (promu)
  - 2e place en 2010/2011

## Personnalités liées au club
Parmi les personnalités liées au club, on trouve :
- Michal Brůna (de) : joueur de 2012 à 2017
- Mariusz Jurasik : joueur de 2016 à 2017
- Dmytro Horiha : joueur de janvier 2019 à 2020